# Eigen Jagt van Z.K.H. Prins Frederik

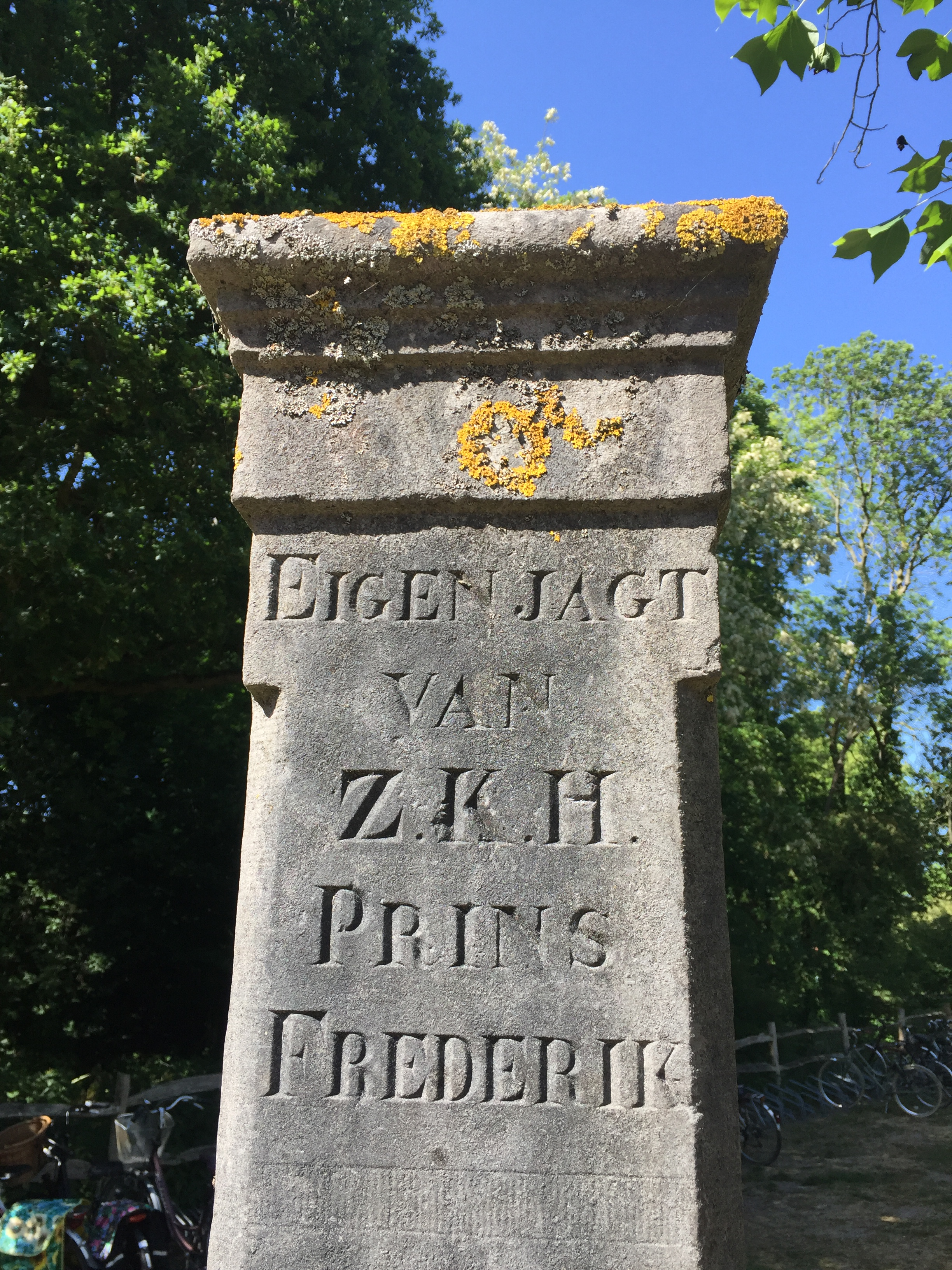
Grenspaal met opschrift.

Eigen jagt van Z.K.H. prins Frederik is (in kapitalen) de tekst op de grenspalen in Wassenaar en Voorschoten die waren geplaatst rondom het jachtgebied van prins Frederik.
Het jachtgebied omvatte: De Horsten (Raephorst, Eikenhorst, Ter Horst), De Paauw, (...). De prins was een fervent jager. Deze landgoederen kon hij kopen met geld uit de erfenis van zijn moeder Wilhelmina van Pruisen.

## Trivia
- Er bestaan verschillende prentbriefkaarten van de korenmolen Windlust omstreeks 1910 met zo'n hoekpaal op de voorgrond.